# Haliophasma barnardi
Haliophasma barnardi är en kräftdjursart som först beskrevs av Théodore Monod 1927.  Haliophasma barnardi ingår i släktet Haliophasma och familjen Anthuridae. Inga underarter finns listade i Catalogue of Life.